# ماهیچه گرد بزرگ
ماهیچه گرد بزرگ  یا ترس ماژور (انگلیسی: Teres major muscle) یکی از ماهیچه‌های مهم کمربند شانه‌ای است. این عضله از عضلات لایه عمقی شانه می‌باشد و به کمک ماهیچه پشتی بزرگ، بازویی را که بلند شده است به طرف پایین و عقب می‌کشاند و آن را به طرف داخل می‌چرخاند. اگر بازو ثابت باشد، این دو عضله به کمک ماهیچه سینه‌ای بزرگ (پکتورالیس ماژور)، می‌توانند تنه را به جلو بکشانند. از نظر عملکرد شبیه عضله پشتی بزرگ است و به آن پشتی کوچک نیز می‌گوید. آداکشن، چرخش داخلی، اکستنشن اعمال این عضله می‌باشد.
عصب زیرکتفی تحتانی، عصب‌دهی این عضله را به عهده دارد. سرخرگ آگزیلاری آئورتا از لبه خارجی دنده شماره یک تا عضله ترس را شامل می‌شود.

## مسیر
ماهیچه گرد بزرگ ماهیچه‌ای پهن و ضخیم است که از زاویه تحتانی استخوان کتف در سطح خلفی شروع شده و پس از سیر به طرف خارج و بالا به وسیله زردپی پهن به طول ۵ سانتیمتر به بخش قدامی استخوان بازو زیر برجستگی کوچک (موازی با تاندون عضله پشتی بزرگ) متصل می‌گردد.
محل اتصالش در پشت وتر پشتی بزرگ (لاتیسیموس دورسی) قرار دارد ولی یک بورس آن دو را از هم جدا می‌کند. از منطقه بیضی شکل که در سطح خلفی زاویه تحتانی استخوان کتف قرار دارد، مبدا میگیرد. این عضله پهن طنابی شکل به سمت بالا و خارج رفته و به صورت یک وتر پهن به ارتفاع ۵ سانتی‌متر به لبهٔ داخلی ناودان اینتر توبرکولار واقع در سطح قدامی استخوان بازو متصل می‌شود.

## نگارخانه

Position of teres major muscle (shown in red). Animation.
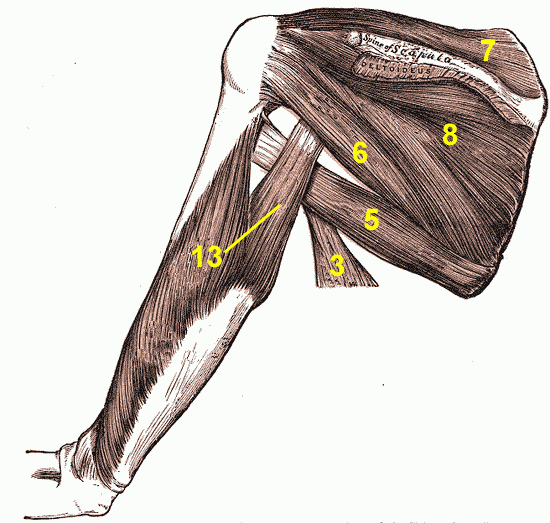
Muscles on the dorsum of the کتف، and the ماهیچه سه‌سر بازویی: #۳ عضله پشتی بزرگ #5 teres major muscle #6 teres minor muscle #7 supraspinatus muscle #8 infraspinatus muscle #13 long head of ماهیچه سه‌سر بازویی
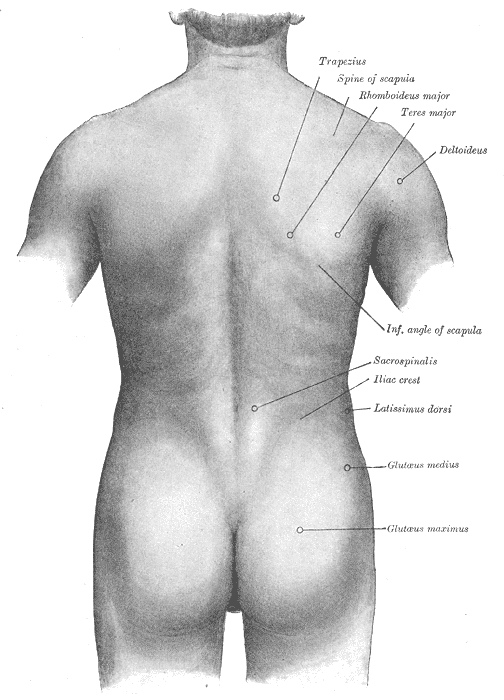
Surface anatomy of the back. (Label for Teres major at upper right.)
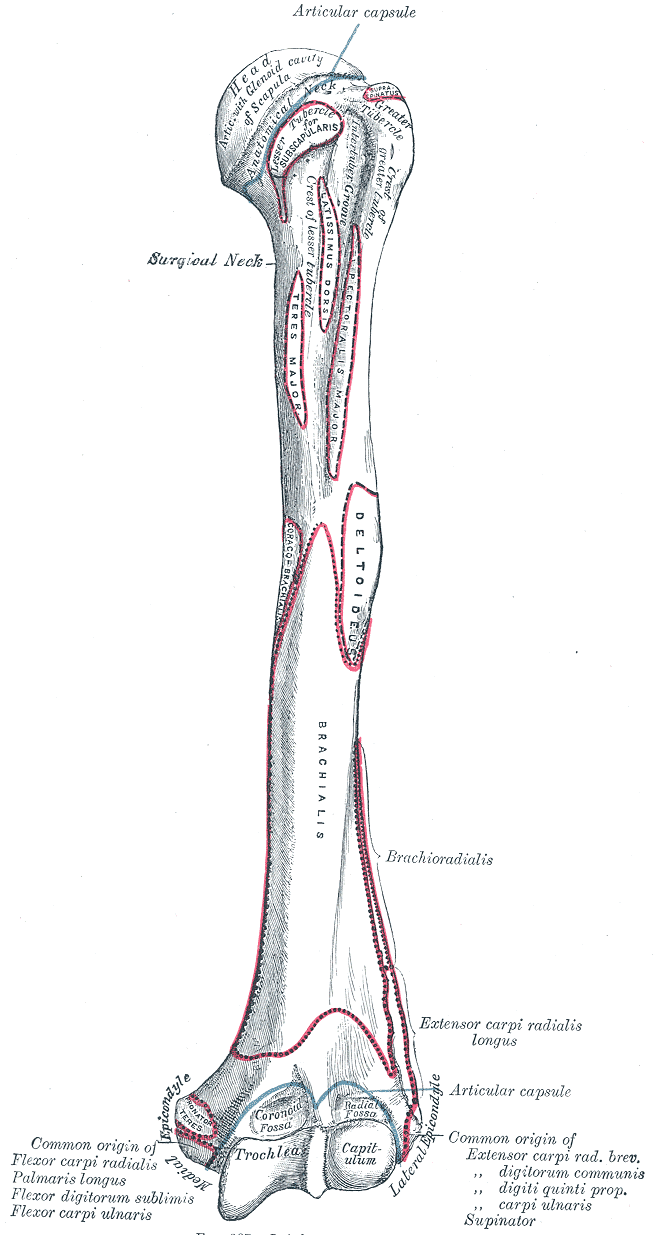
Left humerus. Anterior view.
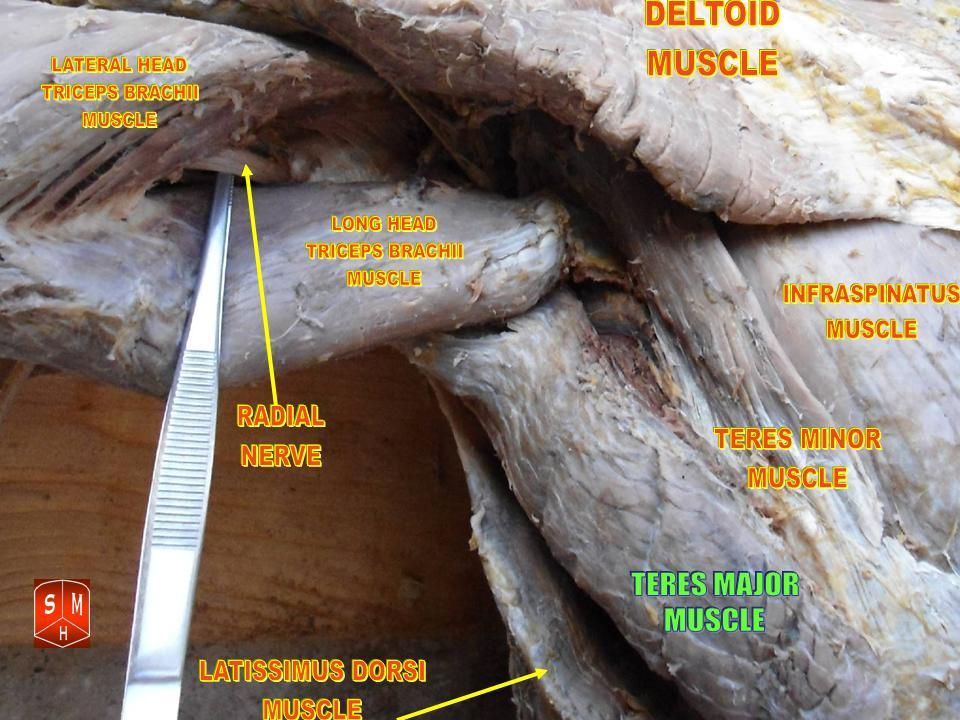
Teres major muscle
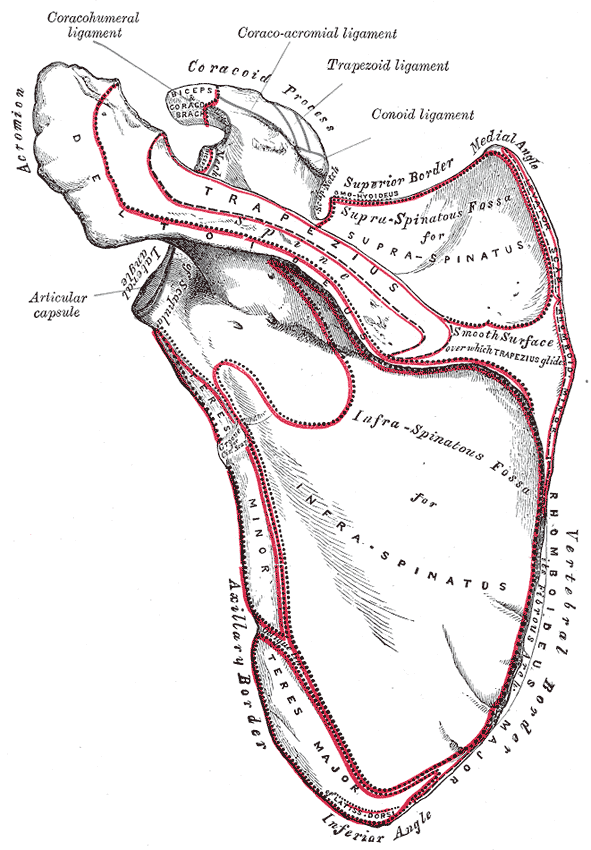
Left scapula. Posterior surface.
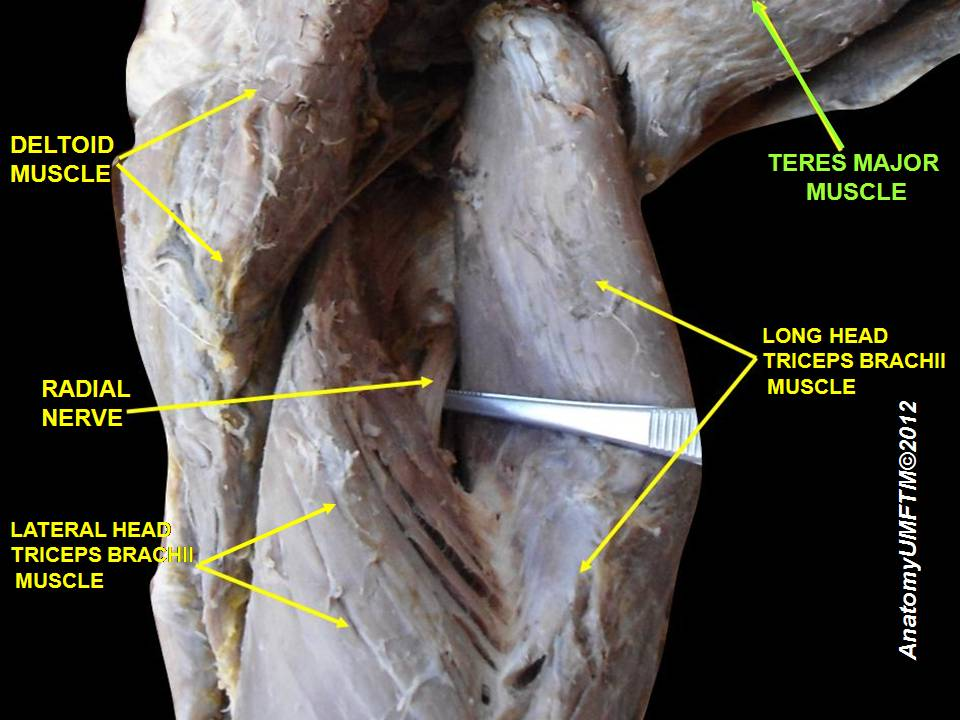
Teres major muscle

- Muscles on the dorsum of the کتف،  and the ماهیچه سه‌سر بازویی:
#۳ عضله پشتی بزرگ
#5 teres major muscle
#6 teres minor muscle
#7 supraspinatus muscle
#8 infraspinatus muscle
#13 long head of ماهیچه سه‌سر بازویی
- Surface anatomy of the back. (Label for Teres major at upper right.)
- Left humerus. Anterior view.
- Teres major muscle
- Left scapula. Posterior surface.
- Teres major muscle